# WatchOS
watchOS (společností Apple Inc. označovaný jako watchOS), je operační systém používaný v chytrých hodinkách Apple Watch, vyvinutý společností Apple, Inc. Vychází z operačního systému iOS a sdílí mnoho jeho rysů. Poprvé byl představen 24. dubna 2015 společně s hodinkami Apple Watch. Ty jsou v současné době jediným existujícím zařízením, které tento operační systém využívá.
Na konferenci WWDC 2015 byla veřejnosti představena nová verze tohoto operačního systému s názvem watchOS 2. Nová verze přinesla řadu vylepšení, jako například možnost spouštět aplikace od vývojářů třetích stran. Datum vydání bylo stanoveno na 16. září 2015. Z důvodu nutnosti opravit chybu v systému došlo ke zpoždění a systém byl vydán dne 21. září 2015.
Na konferenci WWDC 2016 byla veřejnosti představena nová verze tohoto operačního systému s názvem watchOS 3. Nová verze přinesla řadu vylepšení, jako například možnost rychlého spuštění aplikací a nahrazení People a Glances s Dock, umožňující rychlý přístup k aplikacím. Systém byl vydán 13/9/2016.
Verze watchOS 4 byla určena pro první generaci hodinek Apple Watch. Poslední verze nesla označení 3.2.3 a vyšla 19. července 2018.
Verze  watchOS 5 byla představena 4. června 2018. Objevila se v ní poprvé funkce Vysílačka. Byla ukončena poslední verzí označenou 5.3.9, která vyšla 20. listopadu 2020.
Verze watchOS 6 podporovala jak modely první generace (Apple Watch Series 1), tak i řadu 2. generace (Apple Watch Series 2). První verze byla představena 3. června 2019. Obsahovala i edici speciálních her, které je možné hrát pouze na těchto chytrých hodinkách, novou funkci monitorování okolního hluku, nově aplikace Kalkulačka. Poslední verze nesla označení 6.3 ze 14. prosince 2020.
WatchOS 7 byla veřejnosti poprvé představena 22. června 2020.  Tato verze podporovala modely hodinek první i druhé generace a částečně i novou třetí generaci hodinek. Označení poslední verze bylo 7.6.2 vydané 13. září 2021.
Verze WatchOS 8 byla prezentována na konferenci WWDC dne 7. června 2021. Byla podporována třetí generace (Apple Watch Series 3) hodinek Apple Watch. Byla to poslední verze podporující 32bitovou architekturu. Verze obsahovala nově aplikace Peněženka (pro klíče od auta, domu, hotelu), režim ostření, aplikace pro monitoring spánku, aplikaci Najít (pro vyhledání polohy zařízení). Verze naposledy vydaná nesla označení 21. června 2023.
Apple představil verzi WatchOS 9 dne 6. června 2022 na konferenci WWDC. Podporovala třetí generaci hodinek a byla první verzí, která podporovala 64bitovou architekturu. Obsahovala čtyři nové verze zobrazování ciferníků, možnost nastavení pozadí ciferníku, aplikaci pro léky, přesnější analýzu monitoringu spánku a byl přepracována aplikace Kalendář. 21. září 2023 vyšla poslední verze s označením 9.6.3.
WatchOS 10 byl poprvé vydán pro veřejnost dne 18. září 2023. Tento software podporoval hodinky čtvrté (Apple Watch Series 4) a páté generace (Apple Watch Series 5).
V roce 2025 je aktuální verze WatchOS 11, kde první verze softwaru byl vydán dne 16. září 2024. Aktualizace verzí tohoto označení se průběžně stále vydávají. Touto verzí bude ukončena podpora hodinek čtvrté a páté generace. Verze obsahuje nové ciferníky z kolekce Black Unity.

## Přehled uživatelského rozhraní
Domovská obrazovka (která bývá často přezdívána jako karousel) se skládá z kruhových ikon jednotlivých aplikací, které se dají pomocí digitální korunky přibližovat a oddalovat. Pro rychlý přístup k souhrnným informacím, které pocházejí z jednotlivých aplikací, slouží obrazovky nazývané „Glances“. Tento přehled se vyvolá tahem po displeji od horního okraje směrem dolů provedeným na domovské obrazovce. Následná navigace mezi obrazovkami rychlého přehledu („Glances“) probíhá pomocí jejich posouvání doprava či doleva. Na základě síly vynaložené při dotyku displeje dochází k vyvolání různých akcí. Sílu stisku hodinky vyhodnocují za pomoci speciálního mechanismu.